# A Night at the Opera
«A Night at the Opera» (укр. «Ніч в опері») — четвертий студійний альбом британського рок-гурту «Queen», вийшов 21 листопада 1975 року «EMI Records» у Великій Британії і «Elektra Records» в Сполучених Штатах. Спродюсований Роєм Томасом Бейкером і «Queen», «A Night at the Opera» вважався найдорожчим, із коли-небудь записаних на час його випуску. Альбом отримав свою назву від однойменного фільму братів Маркс, який гурт дивився вночі в студійному комплексі під час його запису.
Альбом записувався на різних студіях протягом чотирьох місяців 1975 року. Через проблеми з менеджментом «Queen» майже не отримували грошей, які вони заробили за свої попередні альбоми. Згодом гурт розірвав контракт зі студією «Trident Studios» і більше не використовували її приміщення для запису альбому (єдиним винятком стала композиція «God Save the Queen», записана минулого року). Створення альбому складалося зі складного процесу, який широко використовував багатоканальний запис, його пісні охоплювали широкий спектр стилів, таких як балада, мюзик-хол, диксиленд, хард-рок і прогресивний рок. Крім свого звичайного устаткування, «Queen» також використовували широкий спектр інструментів, таких як контрабас, арфа, укулеле й багато іншого.
Після релізу альбом очолював британський альбомний чарт протягом чотирьох тижнів поспіль. Він досяг четвертого місця в чарті «Billboard 200» і став першим платиновим альбомом гурту в США. На ньому також вийшов найуспішніший сингл гурту у Великій Британії, «Bohemian Rhapsody», який став їх першим британським «номером один». Попри те, що тривалість пісні вдвічі перевищувала середню тривалість синглів 1970-х років, вона набула великої популярності в усьому світі.
«A Night at the Opera» під час виходу отримав змішані відгуки від критиків, зокрема хвалилися його різноманітні музичні теми й те як він зроблений, а також він був визнаний альбомом, який закріпив за «Queen» статус суперзірок. 1977 року він отримав дві номінації «Греммі» за «Найкраще поп-вокальне виконання в дуеті, групі або хорі» і «Найкраще вокальне аранжування». Ретроспективні огляди вітали його як «Queen's magnum opus» («головний твір „Queen“») і один з найвизначніших альбомів в історії року. 2020 року журнал «Rolling Stone» поставив його на 128 місце в списку «500 найкращих альбомів усіх часів». 2018 року, він був введений до Зали слави «Греммі».

## Передумови
— Браян Мей, 1990 рік
Попередній альбом «Queen», «Sheer Heart Attack» (1974), мав комерційний успіх та вперше привернув увагу широкої публіки до них, а сингл з нього, «Killer Queen», посів друге місце у британському чарті синглів. У США альбом став помірним хітом, досягнувши дванадцятого місця, а «Killer Queen» потрапив до «топ-20». Попри цей успіх, гурт був у пригніченному настрої. Багато в чому це було пов'язано з підписаним ними контрактом, за умовами якого їхні альбоми створювалися спочатку для продюсерської компанії «Trident Studios», яка потім продавала їх лейблу звукозапису. Це призвело до того, що «Queen» майже не бачили зароблених ними грошей, «Trident» виплачувала їм щотижня лише 60 фунтів стерлінгів, що гітарист Браян Мей описав як «ймовірно, найгірше, що ми коли-небудь робили». Фінанси гурту були у настільки поганому стані, що Роджера Тейлора попереджали, щоб він не надто сильно барабанив, тому що вони не могли дозволити придбати йому нові барабанні палички. Мею доводилося знімати кімнату у районі Ерлз-Корт (Західний Лондон), а фронтмен Фредді Мерк'юрі був змушений жити у квартирі з підвищенною вологістю у Кенсінгтоні. Однак межею терпіння гурту стало те, що менеджер Норман Шеффілд (голова «Trident») відмовив Джону Дікону, що недавно одружився, дати готівковий аванс у розмірі 4000 фунтів стерлінгів, який був потрібен басисту задля відкриття депозиту на придбання будинку. Цей наплив обурення гурту поведінкою Шеффілда, був описаний Мерк'юрі у пісні «Death on Two Legs», яка стала вступним треком альбому «A Night at the Opera».
У грудні 1974 року гурт найняв Джима Біча як свого адвоката і почав переговори про розірвання угод з «Trident». Поки Біч вивчав контракти «Queen», гурт продовжував гастролювати. У квітні 1975 року вони розпочали свій перший тур Японією, де їх в аеропорту «Ханеда» зустріли тисячі фанатів, і вони відіграли два аншлагові концерти на арені «Nippon Budokan» у Токіо. Після дев'ятимісячних суперечок «Queen» нарешті вдалося звільнитися від дії угод з «Trident» і вони підписали угоду безпосередньо з «EMI Records» у Великій Британії та «Elektra Records» у Північній Америці. Гурту вдалося відновити права на видання своїх попередніх творів, а їхня колишня видавнича компанія «Feldman» перейшла у власність «EMI». Оскільки «Trident» інвестували понад 200 000 фунтів стерлінгів у просування «Queen», гурт був змушений заплатити студії половину цієї суми, щоб таким чином відкупитися від контракту з нею. Також гурту довелося виплачувати «Trident» 1% доходів від продажу наступних шести альбомів. Крім того, тур Америкою, запланований на вересень 1975 року, довелося скасувати, оскільки його організував Джек Нельсон, який був пов'язаний з «Trident», попри вже заброньовані місця та продані квитки. Скасування туру стало великою невдачею для гурту, оскільки він втрачав можливість повернути кошти, витрачені на нього.
Коли у «Queen» стали закінчуватися гроші, вони негайно почали пошук нового менеджера. До списку кандидатів увійшли три імені: Пітер Радж, Пітер Грант, який був тоді менеджером «Led Zeppelin», і Джон Рід, який на той час був менеджером Елтона Джона. Радж був у турне з «The Rolling Stones», і з ним не можна було зв'язатися, тож вони вирішили мати справу з Грантом. Грант, який дуже хотів бути менеджером «Queen», припускаючи, що гурт погодиться підписати контракт із «Swan Song», лейблом «Led Zeppelin», запропонував «Queen» вирушити в тур, доки він розбирався б з їхніми фінансами. Але, у підсумку, «Queen» вирішили зв'язатися з Рідом, побоюючись, що Грант буде більше приділяти уваги «Led Zeppelin», ніж їм, і через їхнє небажання підписувати контракт із «Swan Song». Рід, який спочатку сумнівався брати на себе менеджмент ще одного гурту, погодився, дізнавшись про «Queen», і порадив музикантам «йти до студії і зробити найкращий запис, який тільки зможете».

## Запис і створення
— Фредді Мерк'юрі

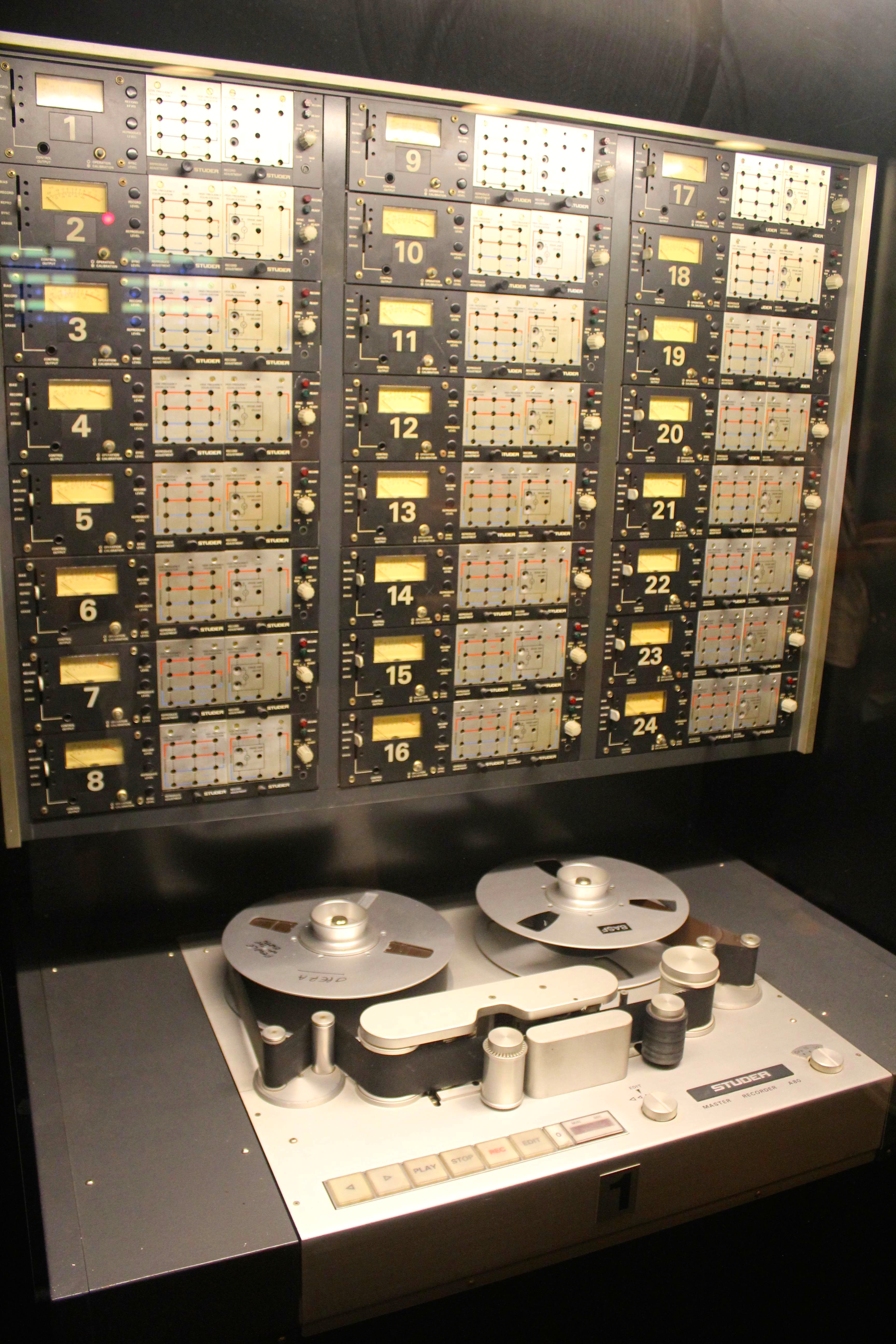
24-доріжковий магнітофон «Studer A80»

В процесі створення альбому, «Queen» працювали з продюсером Роєм Томасом Бейкером, який також залишив «Trident», та інженером звукозапису Майком Стоуном. Надалі Бейкер не продюсував твори гурту, аж до часів альбому «Jazz» 1978 року. Помічником інженера під час запису призначили 19-річного Гері Ленгена, який до цього був оператором звукозапису під час створення двох пісень альбому «Sheer Heart Attack». Повідомлялося, що на той час «A Night at the Opera» став найдорожчим альбомом з коли-небудь створених, його оціночна вартість склала £40,000 (що еквівалентно £357.000 2023 року).
Альбом записувався на семи різних студіях протягом чотирьох місяців. Тоді як альбом «Sheer Heart Attack», на відміну від «A Night at the Opera», був записаний на чотирьох різних студіях. Влітку 1975 року «Queen» провели місяць, репетируючи в студії «Ridge Farm», у графстві Суррей. Потім гурт провів тритижневу сесію складання пісень та репетицій в орендованому будинку недалеко від Кінгтона (Герефордшир), після чого розпочався запис самого альбому. З серпня по вересень 1975 року гурт працював у студії «Rockfield», графство Монмутшир. Решту інших сесій запису, які тривали до листопада, гурт провів у студіях «Lansdowne», «Sarm», «Roundhouse», «Scorpio Sound» і «Olympic Sound». Оскільки угода «Queen» з «Trident» була скасована, ця студія більше не використовувалася гуртом під час запису альбому. Єдиним треком альбому, створеним на «Trident», став «God Save the Queen», який був записаний там 27 жовтня 1974 року, незадовго до того, як гурт вирушив у «Sheer Heart Attack Tour».
Гурт потребував багатоканального запису під створення їх складних вокальних гармоній, які зазвичай складалися з Мея, виконуючого нижні регістри, Мерк'юрі, співаючого середні регістри, і Тейлора, прерогативою якого були високі партії (Дікон не брав участі). На відміну від їх попередніх трьох альбомів, у яких використовувалася 16-доріжкова стрічка, «A Night at the Opera» був записаний з використанням 24-доріжкової стрічки. Особливо помітними їх вокальні гармонії були в пісні «Bohemian Rhapsody», яка являє собою ретельно продуману оперну послідовність, більша частина якої представлена багатоканальним вокалом. Аналогічні ідеї були використані у середній частині іншої пісні альбому, «The Prophet's Song», яка являла собою а капелу, із застосуванням ефекту затримки вокалу Мерк'юрі. Для створення своїх однойменних «гітарних оркестровок» Мей використовував ефект «нашаровування» гри своєї саморобної гітари «Red Special» через підсилювач, створений Джоном Діконом, відомий під назвою «Deacy Amp». Пізніше фірма «Vox» випускала цей підсилювач серійно під назвою «Brian May». Надалі, гітарне «нашарування» стало одним з характерних прийомів Мея як рок-гітариста. Музикант згадував, що цю техніку він винайшов, коли він намагався створити на гітарі звук скрипки.
Крім свого звичайного обладнання, під час запису альбому гурт також використовував широкий спектр інших інструментів. Мерк'юрі використовував рояль у більшості пісень, а у пісні «Seaside Rendezvous» він створив секцію джангл-піаніно; у той час як Тейлор використовував литаври і гонг в «Bohemian Rhapsody». Дікон грав на контрабасі у пісні «'39» і використовував електричне піаніно «Wurlitzer» у композиції «You're My Best Friend». В анотаціях до альбому Мею приписувалися створення «оркестрових фонів», що своєю чергою було свідченням його гри на низці інструментів, які зазвичай не зустрічаються в інших піснях «Queen». Він грав на акустичній гітарі у піснях «Love of My Life» і «'39». Крім цього, у «Love of My Life» Мей грав на арфі, і іграшковому кото у «The Prophet's Song». У пісні «Good Company», Мей, за допомогою своєї «Red Special», також відтворив джаз-гурт у стилі діксіленд.

## Пісні

### Огляд
Музика альбому представлена такими стилями, як прогресивний рок, поп-музика, хеві-метал, хард-роком і авент-попом. Окрім цього, у його музиці присутній вплив низки інших стилів, включаючи фолк, скіфл, британський кемп і мюзик-хол, джаз і оперу. Кожен учасник гурту був автором принаймні одної пісні: п'ять пісень написав Мерк'юрі, чотири — Мей, Тейлор і Дікон написали по одній пісні кожен. Заключним треком альбому стала інструментальна кавер-версія «God Save the Queen», британського національного гімну, аранжування якої створив Мей.
У більшій частині пісень своїх перших двох альбомів «Queen» поєднували сучасний прогресивний рок і хеві-метал, через що гурт називали «„Лед Зеппеліном“, що зустрічається з „Yes“». Однак, починаючи з альбому «Sheer Heart Attack», «Queen» почали черпати натхнення для створення пісень зі свого повсякденного життя, і стали використовувати популярніші музичні стилі, ця тенденція продовжилася і в «A Night at the Opera». Ліричні теми альбому варіювалися від наукової фантастики і фентезі до проблематики «розбитих сердець» та романтики, часто з почуттям легкого гумору. Газета «Winnipeg Free Press» зазначила, що в альбомі гурт змішав «продумані, часто проникливі тексти з привабливо аранжованими мелодіями».

### Сторона «А»
«Death on Two Legs (Dedicated to...)»
«Death on Two Legs» вважається «листом ненависті» Фредді Мерк'юрі до першого менеджера «Queen» Нормана Шеффілда, який протягом декількох років, як вважалося, погано поводився з гуртом і зловживав своїми повноваженнями їхнього менеджера, які він мав між 1972—1975 роками. У тексті пісень йдеться про «п'явок, що п'ють кров» та «каналізаційних щурів, що розкладаються». Хоча у пісні Шеффілд жодного разу не згадується напряму, після прослуховування плейбеку пісні в «Trident Studios», приблизно на момент випуску альбому, він подав до суду на гурт і лейбл звукозапису за наклеп на нього. Розгляд справи, в процесі якої було підтверджено існування зв'язку тексту пісні з ім'ям Шеффілда, був завершений мировою угодою. Керівники лейблу «EMI» не були впевнені у тому, що складова пісні була вдалою ідеєю. Мей також сумнівався щодо тексту «Death on Two Legs» і погано себе почував від того, що Мерк'юрі заспівав його, але у підсумку вирішив, що остаточний вибір відносно змісту пісні має бути за її автором. Як і у випадку з «Bohemian Rhapsody», більшість гітарних партій у цій пісні були спочатку зімітовані Мерк'юрі на роялі, таким чином він хотів продемонструвати Мею, як їх потрібно грати на гітарі. Під час живих виступів Мерк'юрі зазвичай присвячував пісню «справжньому шляхетному покидьку», проте у її версії, що вийшла на концертному альбомі гурту, «Live Killers», 1979 року, це висловлювання було не допущене цензурою. Також поза межами концертного альбому залишилася й інша його фраза, де він казав, що пісня присвячена «покидьку, якого я колись знав». «Death on Two Legs» входила у концертні списки пісень гурту аж до туру «The Game» 1981 року, після чого її виключили з них. Проте, вступ з неї, де присутня гра на роялі, іноді звучав під час турів «Hot Space» та «Works». 2013 року вийшла автобіографія Шеффілда під назвою «Життя на двох ногах: розставляння всього по своїх місцях», де він заперечував випади гурту на його адресу. У свій захист він наводив у книзі копії первинних угод щодо менеждменту 1972 року, між ним та «Queen».
«Lazing on a Sunday Afternoon»
«Lazing on a Sunday Afternoon» — ще одна пісня Мерк'юрі. У ній він грав на роялі й виконав весь вокал. Під час запису, головний вокал пісні був виконаний в одному приміщені студії та відтворений через навушники у бляшаному відрі у її іншому місці. Таким чином, мікрофон вловлював звук із відра, що надавало йому глухого «мегафонного» звучання. За повідомленням продюсера Рой Томас Бейкер у документальному фільмі «Класичні альбоми» («Classic Albums»), гітарне соло довелося записати на вокальній доріжці, оскільки не вистачило доріжок для запису.
«I'm in Love with My Car»
«I'm in Love with My Car» написав та виконав Роджер Тейлор. Мей спочатку сприйняв пісню як жарт, коли прослухав демозапис, і вважав, що Тейлор написав її не всерйоз. В оригінальному демозаписі на гітарах грав — Тейлор, але пізніше вони були перезаписані Меєм на його «Red Special». Головний вокал виконувався Тейлором не лише в студійній, але і у всіх концертних версіях. Ревіння двигуна, присутнє наприкінці пісні, Тейлор записав зі свого тодішнього автомобілю — «Alfa Romeo». Тексти пісні були натхненні одним із дорожників гурту, Джонатаном Гаррісом, що мав автомобіль «Triumph TR4», який для нього був, за спостереженнями оточуючих, «любов'ю його життя». Пісня була присвячена йому, в альбомі мовиться: «Присвячується Джонатану Гаррісу, хлопцю-гонщику до кінця». Тейлор настільки пишався «I'm in Love with My Car», що коли справа дійшла до випуску першого синглу альбому, він благав Мерк'юрі (автора «Bohemian Rhapsody», яка стала першим синглом), щоб його пісня потрапила на сторону «Б», і, за повідомленнями, зачинився у шафі, доки Мерк'юрі не погодився. Це рішення пізніше спричинило великі внутрішні тертя в гурті, оскільки, хоча це була лише сторона «Б», вона принесла Тейлору такий же гонорар за публікацію, як і сторона «A» для Мерк'юрі. Пісня часто виконувалася на концертах протягом 1977—1981 років. На концертах Тейлор співав її за ударними, а Мерк'юрі у цей час грав на роялі, виконуючи бек-вокал. Також пісня виконувалася під час гастролів «Queen + Paul Rodgers Tour» 2005 року і «Rock the Cosmos Tour» 2008 року. Окрім цього, Тейлор виконував цю пісню на своїх концертах з гуртом «The Cross», і під час своїх сольних турів, де замість ударних він грав на ритм-гітарі.
«You're My Best Friend»
«You're My Best Friend» стала другою піснею і першим синглом «Queen», написаним Джоном Діконом. Музикант написав пісню, коли навчався грати на піаніно, в результаті, під час її запису, він грав на електричному піаніно «Wurlitzer» (яке не подобалося Мерк'юрі), а вже потім наклав секцію бас-гітари. Пісня була присвячена його дружині, Вероніці. «You're My Best Friend» вийшла як другий сингл альбому після «Bohemian Rhapsody», а також потрапила до «топ-10» хітів Великої Британії, досягнувши 7 місця.
«'39»
«'39» була спробою Мея створити «науково-фантастичний скіфл», натхненний поетом та письменником Германом Гессом. У пісні розповідається про групу дослідників космосу, що вирушають у подорож, яка, з їхньої точки зору, триває цілий рік. Однак після їх повернення вони розуміють, що пройшло сто років, через ефект уповільнення часу згідно теорії відносності Ейнштейна, і близькі, яких вони залишили, вже померли, або постаріли. У альбомній версії пісні Мей співав головний вокал, а Мерк'юрі та Тейлор виконували бек-вокал. Під час живих виступів головний вокал виконував Мерк'юрі. У пісні присутній контрабас. Перед цим, Мей жартома попросив Дікона зіграти на контрабасі, після чого, через кілька днів він побачив як Дікон вчиться в студії грати на ньому, в результаті цей інструмент був використаний під час запису пісні. 20 квітня 1992 року Джордж Майкл виконав «'39» на Концерті пам'яті Фредді Мерк'юрі. Майкл називав її своєю улюбленою піснею «Queen», стверджуючи, що він виконував її в лондонському метро, під час його вуличних виступів. Недавно «Queen» включили «'39» до списку пісень своїх турів з Адамом Ламбертом, до цього вони виконували її під час гастролів з Полом Роджерсом. Протягом всіх цих турів, починаючи з 2005 року, вона виконується так само, як і Меєм в альбомі.
«Sweet Lady»
«Sweet Lady» — швидка рок-пісня, написана Меєм. Вона має незвичайний для року розмір у 3/4 метри (що переходить у 4/4 метри у бриджі). Тейлор пригадував, що ударна партія у ній була найскладнішою з усіх, які йому доводилося записувати.
«Seaside Rendezvous»
«Seaside Rendezvous», написана Мерк'юрі, примітна своєю глузливою секцією інструментального бріджу, яка починається приблизно на 0:51 хвилині пісні. Ця секція повністю виконується Мерк'юрі і Тейлором, з використанням тільки їхніх голосів. Мерк'юрі імітує дерев'яні духові інструменти, включаючи кларнет, а Тейлор, переважно латунні інструменти, у тому числі туби і труби, і навіть казу; під час цієї секції Тейлор бере найвищу ноту альбому — до третьої октави. Також присутній сегмент із «чечіткою», виконаний Мерк'юрі та Меєм на пульті для мікшування, за допомогою одягнутих на пальці наперстків. Мерк'юрі грав як на роялі, так і на хонкі-тонк-піаніно.

### Сторона «Б»
«The Prophet's Song»
«The Prophet's Song» склав Мей. Він пояснив, що написав цю пісню після того, як йому наснився сон про Великий потоп, і що він побоюється за людський рід та його загальну нездатність до співпереживання. Він витратив кілька днів щоб зібрати пісню докупи, включивши до неї вокальний каноном, у виконанні Мерк'юрі. Вокальний, а пізніше і інструментальний канони, були записані з використанням перших зразків пристрою затримки стрічки. Тривалість «The Prophet's Song» понад вісім хвилин, що робить її найдовшою піснею «Queen». Ефекту прискорення, що виникає в середині гітарного соло, досягнуто шляхом промотування бобінного магнітофона із записом на касету, тоді як оригінальний магнітофон було зупинено.
«Love of My Life»
«Love of My Life» є однією з найпопулярніших пісень «Queen», вона була присвячена дівчині Мерк'юрі, Мері Остін, з якою він зустрічався на той час. Низкою виконавців були створені кавер-версії до пісні, зокрема гуртами «Extreme» (за участю Мея), «Scorpions» та співачкою Елейн Пейдж. Мерк'юрі грав у пісні на роялі (включаючи класичне соло) і виконав у ній весь вокал, включаючи мультитрекові гармонії. Мей зіграв на арфі (награючи акорд за акордом, складаючи дублі, щоб сформувати одну цілу партію), акустичній гітарі «Gibson Hummingbird» (яку він купив у Японії) та електрогітарі «Red Special». Зрештою Мей аранжував пісню таким чином, щоб її можна було грати на 12-струнній акустичній гітарі під час концертів. «Love of My Life» була настільки улюбленою на концертах, що Мерк'юрі часто припиняв виконувати її, даючи аудиторії співати пісню самостійно. Особливо тепло вона сприймалася на концертах у Південній Америці, де гурт вирішив випустити її як сингл. Коли «Queen» виконували «Love of My Life» з Полом Роджерсом (особливо під час гітарного соло Мея), Роджерс майже не співав слова пісні, даючи аудиторії доспівувати її за нього, таким чином продовжуючи традицію. А під час виконання пісні на концертах «Queen» з Адамом Ламбертом, на сцені з'являлося зображення співаючого Мерк'юрі, якому Мей підігравав на гітарі. На концертах гурту з Роджерсом 2004—2008 років, зображення Мерк'юрі також з'являлося на сцені, але не на круглому екрані, як це було під час виступів з Ламбертом.
«Good Company»
Пісню «Good Company» написав та заспівав Мей. Крім виконання усіх вокальних партій, він також грав у пісні на укулеле. Запис примітний тим, що являє собою продумане відтворення джаз-гурту в стилі диксиленд, з використання гітари Мея «Red Special» і підсилювача «Deacy Amp». Хоча пісню склав Мей на банджо-укулеле його батька, але під час запису він використав звичайне укулеле. Мерк'юрі не брав участі в записі пісні, це одна з небагатьох пісень «Queen», без участі фронтмена.
«Bohemian Rhapsody»
«Bohemian Rhapsody» написав Мерк'юрі, а Мей склав її перше гітарне соло. В процесі складання пісні, всі партії роялю, басу та ударних, а також вокальне аранжування, які щоденно придумувалися Мерк'юрі, записувалися «блоками» у нотатнику (з використанням назви нот замість партитури). Під час запису пісня була відома в гурті під лаконічною назвою «Фредова річ» («Fred's Thing»), проте остаточна назва пісні з'явилася лише під час останніх сесій. Решта учасників гурту записували партії своїх відповідних інструментів без розуміння того, як вони будуть використані в остаточному варіанті пісні. Знаменита оперна частина пісні спочатку замислювалася як коротка інтерлюдія «Galileo», яка повинна була зв'язати баладні і хард-рокові частини пісні. В інтерлюдії присутня низка «маловідомих класичних персонажів»: Скарамуш, клоун з комедії дель арте, астроном Галілей; Фігаро, головний персонаж Бомарше із «Севільського цирульника» і «Весілля Фігаро…»; Вельзевул, який вказується в християнському Новому Завіті як сатана, «Князь Демонів», а арабською мовою як «Володар мух». Також у пісні присутнє арабське слово «Бісмілляг» («Bismillah'»), яке є іменником, що походить із фрази у Корані; «Bismi-llahi r-rahmani r-rahiim», що означає «В ім'я Бога, наймилостивого, наймилосердного».
Попри те, що довжина пісні була вдвічі більша, ніж у середньостатистичного синглу 1975 року, і спочатку вона отримала неоднозначні відгуки критиків, вона стала надзвичайно популярною, очоливши чарти в усьому світі (у чарті Великої Британії вона протрималася безпрецедентно довго — дев'ять тижнів), і до цього дня вважається однією з найвизначніших пісень в історії музики. Надалі «Bohemian Rhapsody» була перевидана на синглі з подвійною «A»-сторонною з піснею «These Are the Days of Our Lives», який вийшов у США 5 вересня 1991 року, у день 45-річчя Мерк'юрі, і 9 грудня того ж року — у Великій Британії, після смерті фронтмена. Після смерті Мерк'юрі, 9 грудня 1991 року у Великій Британії та 5 вересня 1991 року в США, на подвійній A-стороні разом з «These Are the Days of Our Lives» вийшов повторний реліз пісні як синглу.
«God Save the Queen»
Мей записав свою версію британського національного гімну «God Save the Queen» 27 жовтня 1974 року у «Trident Studios», перед початком гастролів «Sheer Heart Attack Tour». У композиції Мей спочатку зіграв на роялі, секція якого була основною, після чого дещо її змінив, додавши кілька шарів гітарних партій. Після того, як пісня була завершена, її грали як коду практично на кожному концерті «Queen». Під час запису треку, Мей спочатку зіграв на роялі чернеткову версію мелодії для продюсера Роя Томаса Бейкера і інженера звукозапису Майка Стоуна. На той час він вважав свої навички гри на роялі незадовільними. Він виконував композицію наживо на даху Букінгемського палацу на знак золотого ювілею королеви 2002 року. Мей заявляв, що виконав її на даху Букінгемського палацу як данину поваги версії Джимі Гендрікса національного гімну США, «The Star-Spangled Banner».

## Реліз
Назва альбому була навіяна однойменним фільмом братів Маркс, який гурт дивився під час запису. Згодом вони потоваришували із зіркою цього фільму, Гручо Марксом, який надіслав гурту листа, в якому похвалив їхній альбом «A Day at the Races» 1976 року Маркс також запросив «Queen» відвідати його будинок в Лос-Анджелесі в березні 1977 року (за п'ять місяців до його смерті). Гурт віддячив йому і виконавши а капелою пісню «'39». На обкладинці альбому зображено логотип гурту на білому тлі, який розробив Мерк'юрі. Наступний альбом гурту, «A Day at the Races», мав схожий дизайн, але на чорному тлі.
31 жовтня 1975 року «Bohemian Rhapsody» вийшла як головний сингл альбому, з піснею «I'm in Love with My Car» на Б-стороні. Спочатку менеджмент гурту відмовлявся випустити «Bohemian Rhapsody», однак після того як ді-джей Кенні Еверетт 14 разів прокрутив копію пісні на своєму радіо-шоу, після чого попит слухачів на неї зріс, лейбл «Queen», «EMI», був змушений випустити її. Згодом пісня протягом дев'яти тижнів очолювала чарти Великої Британії та досягла 9 місця у США. Другий сингл, «You're My Best Friend», вийшов 18 травня 1976 року, з піснею «'39» на Б-стороні. Він досяг 16 місця в США і 7 місця у Великій Британії.
Праця над альбомом була завершена за тиждень до того, як гурт розпочав гастролі «A Night at the Opera Tour» на його підтримку. Через це процес мікшування було скорочено до 36-ти годин, тому що гурт хотів встигнути відрепетирувати свій гастрольний сет-лист пісень. Через брак часу в гурту було лише три з половиною дні на репетиції в студії «Elstree», де чотири години пішло на знімання кліпу до «Bohemian Rhapsody». Тур тривав у 1975—1976 роках і охоплював Велику Британію, США, Японію та Австралію.

### Перевидання
Вперше альбом був перевиданий у США компанією «Hollywood Records» 3 вересня 1991 року із двома бонусними реміксами в рамках повного перевидання всіх альбомів «Queen».
30 квітня 2002 року альбом був перевиданий на DVD-Audio у стереофонічному варіанті (формат Linear PCM 96 кГц/24 біт) та 5.1-канальному варіанті (формат DTS 96/24 surround sound) для стандартних DVD-Video-плеєрів і для апаратів із підтримкою DVD-Audio (формат MLP 96 кГц/24 біт). Це видання також містило оригінальне відео до «Bohemian Rhapsody» 1975 року.
21 листопада 2005 року «A Night at the Opera» був знову перевиданий на «Hollywood Records» (каталоговий номер 2061-62572-2), до святкування 30-річчя альбому і його першого синглу «Bohemian Rhapsody». До цього видання додавався DVD-Video-диск з тим же трек-листом, що містить оригінальні відеозаписи, старі та нові концертні кадри (включаючи «'39» з туру «Queen + Пол Роджерс» і Брайана Мея на даху Букінгемського палацу, що виконує «God Save the Queen») та аудіокоментарі всіх чотирьох учасників гурту.
8 листопада 2010 року компанія звукозапису «Universal Music» оголосила про випуск ремастованого і доповненого перевидання альбому у травні 2011 року. Це було частиною нової угоди між «Queen» та «Universal Music», яка ознаменувала собою завершення майже 40-річної співпраці гурту з лейблом «EMI Records». Загалом 2011 року «Universal Music» планували ремастувати та перевидати всі студійні альбоми «Queen», проте остаточно ця робота була завершена 2012 року. Разом з цим вийшов 5.1-канальний реліз альбому на Blu-ray Audio.

## Рецепції

### Сучасна критична реакція
Рецензії до «A Night at the Opera» не були опубліковані в більшості британських музичних журналів, оскільки гурт до останнього моменту займався ремікшуванням альбому, і, відповідно, до його офіційного виходу, не було розіслано жодних попередніх дисків для преси. У журналах «Record Mirror» і «Disc» Рей Фокс-Каммінг спробував дати рецензію альбому, ґрунтуючись на єдиному прослуховуванні, яке відбулося на вечірці, організованій для преси, що, на його думку, було «не зовсім достатнім», щоб сформувати правильну критичну думку. Однак, він описав свої перші враження як «чудовий стрімкий потік музики, в якому одна пісня метушливо змінюється іншою… Оркестрові ефекти, усі виконані голосами, приголомшливі, але напливають надто швидко, щоб їх можна було б оцінити після одного прослуховування». Фокс-Каммінг заявив, що в альбомі є три яскраві моменти — «Death on Two Legs», «The Prophet's Song» та «Bohemian Rhapsody» — і лише один поганий трек, «Sweet Lady». Він підсумувавав, що «загалом альбом „A Night at the Opera“ швидший, імпозантніший й складніший від „Sheer Heart Attack“, проте гурт не перегнув палицю». Філ Саткліфф із «Sounds» рецензував альбом з касетної копії і дав йому п'ятизірковий відгук: «Відчувається колосальна праця, вкладена в кожну секунду цього довгого альбому, і при цьому немає жодного моменту, де б я розкритикував його за надуманість або перепродюсованність». Він виділив «Bohemian Rhapsody» та «The Prophet's Song» як дві композиції, які «роблять хороший альбом екстраординарним», хоча й заявив, що текст останньої пісні «не привабливим», і загалом відзначив «міць музичного діапазону та послідовні дотепні тексти» альбому.
Коли, через 4 місяці, альбом виходив у США, Кріс Ніколсон із «Rolling Stone» сказав, що, хоча їм також властива спільна для інших гуртів важкого металу тяга до «маніпулятивної динаміки», «Queen» у своєму жанрі еліта й поставили себе окремо від інших, залучаючи «неочікувані ефекти: акустичний рояль, арфу, а капельний вокал і відсутність синтезаторів. Разом із гарними піснями». Роберт Крістгау, пишучи в «The Village Voice», вважав, що альбом «насправді не паскудить жодної із півдюжини „еклектичних“ мод, від арту до хеві… й досить часто досягає пародійного тону, пропонуючи щось більше, ніж здається на перший погляд. Можливо, якщо вони зроблять когерентний шедевр, я збагну, що то таке». «Winnipeg Free Press» писали: «Потенціал гурту практично безмежний, що вказує на те, що „Queen“ судилося нарешті зайняти своє місце серед невеличкої жменьки по-справжньому великих виконавців, що працюють в сьогоднішньому року».
«Grooves» зазначив, що «різкі оперні інтерлюдії, раптові зміни ритму, „A Night at the Opera“ кидає виклик умовностям і поміщає „Queen“ у те рідкісне коло справжніх суперзірок». На думку Тоні Стюарта з «NME», «„A Night at the Opera“ — це більше, ніж будь-що інше, закріплення успіху попереднього альбому, вміле балансування між артистизмом та ефектністю. Протягом усього альбому вони демонструють свої індивідуальні здібності до написання пісень та музичну майстерність з приголомшливим ефектом... Якщо це найдорожчий альбом, коли-небудь створений у британській студії, то, можливо, і найкращий. Бережи їх Господь».

### Спадщина
У ретроспективному огляді для «AllMusic» Стівен Томас Ерлвайн назвав альбом «свідомо безглуздим й роздутим шедевром важкого року» та «прог-роком із почуттям гумору, а також динамікою». Також Ерлвайн відзначив, що «Queen» ще «ніколи і ніде не застосовували кращого підходу». Історик прогресивного року Стівен Лем у книзі «Громадяни надії та слави: Історія прогресивного року» заперечував, що сам альмом є прогресивним роком. Він писав: «Хоча це далеко не прогресивний рок, це був найграндіозніший та найамбіційніший альбом гурту на той час, сповнений чудових пісень і прогових впливів». Також Лем говорив, що альбом був «яскравим символом найвіддаленіших околиць руху прогресивного року».
Рецензуючи альбом для «Chicago Tribune», Грег Кот дав альбому дуже позитивну оцінку, заявивши, що, на його думку, «гурт досяг свого творчого піку, завдяки чудовому вкладу усіх чотирьох учасників гурту...» поряд з «A Day at the Races».
1992 року «Mojo» назвав альбом «імперською екстраваганзою, рогом достатку», а «Queen» «гуртом голодних до слави індивідуалістів, готових змагатись один поперед одного, у величній круговерті дружби й втіхи». 2004 року Джейсон Воберг із «Дейлі Волт» стверджував, що альбом «абсолютно вразив мене», і що «„A Night at the Opera“ був тим диском, що катапультував „Queen“ і британських виробників хітів до ролі глобальних суперзірок. Як і багато подібних знакових альбомів, він став частково віхою, а частково жорнами, і кожен наступний альбом так чи інакше порівнювався з музичним і комерційним успіхом, якого вони досягли тут. Хай там що, головне — музика, і вона просто дивовижна».
2003 року журнал «Rolling Stone» заніс його до списку 500 найвизначніших альбомів усіх часів під номером 230, 2012 року — під номером 231, а 2020-го — під номером 128. За версією Acclaimed Music цей альбом займає 147-е місце в списку найвідоміших альбомів в історії популярної музики.
У огляді 2006 року для «Q» Пол Різ зауважив, що хоча «A Night at the Opera» «вийшов того ж року, що і архи-соульний пастиш Бові, „Young Americans“, та слизький арт-рок-альбом „Roxy“, „Siren“, альбом „Queen“ рідко проголошують одним із цих стилів. Втім, він був, і є, настільки ж яскравим, сміливим й сповненим радощів від власних можливостей». Відчуваючи, що «Queen» ніколи не наблизилися до створення чогось кращого, ніж четвертий альбом, Різ зробив висновок, що «пізніші альбоми виставлять на показ відсутніть душі й серця в музиці „Queen“; вони будуть лише шкралушпою, без почуттів. Гурт обрав себе на посаду визначних розважальників, і цей стрімголовий потік експериментування більше не повториться. Але „A Night at the Opera“ залишається славетною, монументальною. Це найбільша екставаганза британського року». 2007 року Кріс Джонс із «BBC Music» відзначив розмаїття музикальних стилів альбому: «„Sheer Heart Attack“ натякав на практичне знання салонних балад 19 століття, реґтайму та Джимі Гендрікса. „A Night at the Opera“ додав до цієї суміші оперу, трад(иційний) джаз, важкий метал та багато іншого». Він зробив висновок, що альбом «залишається їхньою найкращою годиною».
2011 року вийшли цифрові ремастовані версії ранніх альбомів «Queen», що породило ще одну хвилю рецензій від критиків. Журнал «Uncut» відзначив, що альбом «довів, що можливостям гурту немає межі» і підсумував: «Містячи не одну, а дві монументальні епопеї („Bohemian Rhapsody“, „The Prophet's Song“), і рясніючи грандіозними жестами, „A Night at the Opera“ забезпечив собі миттєвий статус класики». Домінік Леоне із «Pitchfork» прокоментував: «Діяли без обмежень, витрат не економили: із „A Night at the Opera“ „Queen“ забралися на вершину гори». ЕйДжей Рамірез із «PopMatters» написав: «Починаючись із відверто зловісної драми „Death on Two Legs“ (репліка нещодавно усуненому менеджменту гурту, у якій Мерк'юрі випльовує у мішені свого гніву отруєні інвективи), альбом змінюється калейдоскопом стилів, починаючи від джазу 1920-х і оповідань космічного фолку до найякіснішого сучасного поп-року. Дивовижно, хоча переходи від одного жанру до іншого, за ідеєю, могли б зациклювати слухачів, але жоден з них не ріже вухо. Натомість „Queen“ досяг успіху у цьому, оскільки повитягував для свого альбому всі найкращі трюки зі скрині історії шоу-бізнесу, щоб саме у потрібні моменти донести аудиторії сміх, сердешну біль, велич та видовищність». Також Рамірез зауважив, що «саме реалізація такого унікального звукового бачення проштовхує [альбом] у царину справжньої досконалості... „A Night at the Opera“ — це захоплююче, заманливе творіння і, безперечно, найкращий альбом „Queen“».

### Відзнаки
1977 року «Bohemian Rhapsody» отримала дві нагороди «Греммі» за «Найкраще поп-вокальне виконання в дуеті, групі або хорі» і «Найкраще вокальне аранжування».
| Публікація                                             | Країна          | Рейтинг                                                       | Рік  | Позиція |
| ------------------------------------------------------ | --------------- | ------------------------------------------------------------- | ---- | ------- |
| 1001 альбом, які варто прослухати, перш ніж ви помрете | США             | 1001 альбом, який варто прослухати, перш ніж ви помрете       | 2005 | *       |
| ABC                                                    | Австралія       | Опитування: Топ-100 альбомів                                  | 2007 | 28      |
| BBC                                                    | Велика Британія | Опитування: Топ-100 альбомів                                  | 2006 | 9       |
| Channel 4                                              | Велика Британія | Опитування: 100 найкращих альбомів                            | 2005 | 13      |
| Classic Rock                                           | Велика Британія | 100 найкращих рок-альбомів                                    | 2001 | 25      |
| Classic Rock                                           | Велика Британія | 100 найкращих британських рок-альбомів всіх часів             | 2006 | 17      |
| Classic Rock                                           | Велика Британія | 200 найкращих альбомів 70-х (20 найкращих альбомів 1975 року) | 2006 | *       |
| Kerrang!                                               | Велика Британія | Опитування: 100 найкращих британських рок-альбомів всіх часів | 2005 | 19      |
| NME                                                    | Велика Британія | Опитування: 100 найкращих альбомів всіх часів                 | 2006 | 19      |
| Q                                                      | Велика Британія | 50 найкращих британських альбомів всіх часів                  | 2004 | 17      |
| Rolling Stone                                          | Мексика         | Опитування: 100 найкращих альбомів всіх часів                 | 2004 | 11      |
| Rolling Stone                                          | США             | Опитування: Топ-100 альбомів                                  | 2002 | 82      |
| Rolling Stone                                          | США             | 500 найкращих альбомів всіх часів                             | 2003 | 231     |
| Virgin                                                 | Велика Британія | Опитування: Топ-1000 альбомів всіх часів                      | 1998 | 87      |

(*) позначає неупорядковані списки

### Учасники гурту про альбом
«Я дисциплінував себе... Взяв вокал, бо це моя сильна сторона — особливо гармонії та подібні речі. У „Queen II“ ми відірвалися на повну. Але у цьому альбомі я свідомо обмежував себе. Це дозволило розкрити авторську сторону пісні, і я думаю, що це одні з найсильніших пісень, які ми коли-небудь писали»— Фредді Мерк'юрі
«У ньому є кілька найважчих речей, які ми коли-небудь робили, і, напевно, кілька найлегших. Ймовірно, він ближчий до „Sheer Heart Attack“, ніж до інших, тому що в ньому присутні різні настрої, але ми працювали над ним так само, як і над „Queen II“. Багато чого у ньому дуже напружене і дуже... багатошарове»— Браян Мей

## Тур
На підтимку альбому гурт провів «A Night at the Opera Tour», який проходив з 14 листопада 1975-го по 22 квітня 1976 року. Загалом було дано 78 концертів по Великій Британії, США, Японії та Австралії.

## Список пісень
| Сторона «А» | Сторона «А»                           | Сторона «А»     | Сторона «А»     | Сторона «А» |
| #           | Назва                                 | Автор           | Вокал           | Тривалість  |
| ----------- | ------------------------------------- | --------------- | --------------- | ----------- |
| 1.          | «Death on Two Legs (Dedicated to...)» | Фредді Мерк'юрі | Фредді Мерк'юрі | 3:43        |
| 2.          | «Lazing on a Sunday Afternoon»        | Фредді Мерк'юрі | Фредді Мерк'юрі | 1:08        |
| 3.          | «I'm in Love with My Car»             | Роджер Тейлор   | Роджер Тейлор   | 3:05        |
| 4.          | «You're My Best Friend»               | Джон Дікон      | Фредді Мерк'юрі | 2:50        |
| 5.          | «'39»                                 | Браян Мей       | Браян Мей       | 3:30        |
| 6.          | «Sweet Lady»                          | Браян Мей       | Фредді Мерк'юрі | 4:01        |
| 7.          | «Seaside Rendezvous»                  | Фредді Мерк'юрі | Фредді Мерк'юрі | 2:13        |

| Сторона «Б» | Сторона «Б»          | Сторона «Б»                           | Сторона «Б»     | Сторона «Б» |
| #           | Назва                | Автор                                 | Вокал           | Тривалість  |
| ----------- | -------------------- | ------------------------------------- | --------------- | ----------- |
| 8.          | «The Prophet's Song» | Браян Мей                             | Фредді Мерк'юрі | 8:21        |
| 9.          | «Love of My Life»    | Фредді Мерк'юрі                       | Фредді Мерк'юрі | 3:38        |
| 10.         | «Good Company»       | Браян Мей                             | Браян Мей       | 3:26        |
| 11.         | «Bohemian Rhapsody»  | Фредді Мерк'юрі                       | Фредді Мерк'юрі | 5:57        |
| 12.         | «God Save the Queen» | народна музика, аранжування Браян Мей | інструментал    | 1:11        |

| 1991: «Hollywood Records» бонус-треки | 1991: «Hollywood Records» бонус-треки                     | 1991: «Hollywood Records» бонус-треки |
| #                                     | Назва                                                     | Тривалість                            |
| ------------------------------------- | --------------------------------------------------------- | ------------------------------------- |
| 13.                                   | «I'm in Love with My Car» (1991 бонус-ремікс Майка Шиплі) | 3:28                                  |
| 14.                                   | «You're My Best Friend» (1991 бонус-ремікс Метта Воллеса) | 2:52                                  |

| 2011: «Universal Records» бонуси до перевидання | 2011: «Universal Records» бонуси до перевидання              | 2011: «Universal Records» бонуси до перевидання | 2011: «Universal Records» бонуси до перевидання |
| #                                               | Назва                                                        | Автор                                           | Тривалість                                      |
| ----------------------------------------------- | ------------------------------------------------------------ | ----------------------------------------------- | ----------------------------------------------- |
| 1.                                              | «Keep Yourself Alive» (довготривалий виступ, червень 1975)   | Браян Мей                                       | 4:04                                            |
| 2.                                              | «Bohemian Rhapsody» (мікс із оперною секцією і а капелою)    | Фредді Мерк'юрі                                 | 1:03                                            |
| 3.                                              | «You're My Best Friend» (додатковий трек-мікс)               | Джон Дікон                                      | 2:57                                            |
| 4.                                              | «I'm in Love with My Car» (гітарний і вокальний мікс)        | Роджер Тейлор                                   | 3:18                                            |
| 5.                                              | «'39» (виступ у Earl's Court, червень 1977)                  | Браян Мей                                       | 3:46                                            |
| 6.                                              | «Love of My Life» (виступ у Південній Америці, червень 1979) | Фредді Мерк'юрі                                 | 3:43                                            |

| 2011: iTunes бонуси до делюкс-видання | 2011: iTunes бонуси до делюкс-видання              | 2011: iTunes бонуси до делюкс-видання |
| #                                     | Назва                                              | Тривалість                            |
| ------------------------------------- | -------------------------------------------------- | ------------------------------------- |
| 7.                                    | «Bohemian Rhapsody»                                |                                       |
| 8.                                    | «Seaside Rendezvous» (випуск до 30-ї річниці 2005) |                                       |
| 9.                                    | «Love of My Life» (виступ у Milton Keynes '82)     |                                       |

## Кліпи до альбому
1. «Bohemian Rhapsody» — гурт використовував розкладання зображення через призму і суміщення осіб музикантів. Попри те, що пісню багато разів переробляли, і, за словами Браяна Мея, вона вже всіх дістала до моменту своєї появи; саме «Bohemian Rhapsody» принесла «Queen» справжню популярність.
2. «You're My Best Friend» — на роялі грає Джон Дікон, а Фредді Мерк'юрі співає, спершись на свій мікрофон. Один з найспокійніших кліпів гурту на романтичну пісню Дікона.
3. «Love of My Life» — кліп зробили до варіанту з гітарним супроводом, а не до альбомної версії. Відео було записано 1979 року і являє собою концертний виступ зі студійним звуком.

## Учасники запису
Queen
- Фредді Мерк'юрі — головний вокал (1, 2, 4, 6-9, 11), бек-вокал (1-9, 11), піаніно (1-3, 7, 9, 11)
- Браян Мей — електрогітара (всі, крім 7), бек-вокал (1, 3-6, 8, 10, 11), акустична гітара (5, 8, 9), головний вокал (5, 10), кото (8), арфа (9), укулеле (10)
- Роджер Тейлор — ударні (1-4, 6-8, 10-12), бек-вокал (1, 3-8, 11), перкусія (2, 5, 7, 9, 11, 12), головний вокал (3), електрогітара (3)
- Джон Дікон — бас-гітара (1-4, 6-11), електричне піаніно (4), контрабас (1, 5)[27]

Виробництво
- Рой Томас Бейкер — продюсування
- Майк Стоун — інженерінг
- Гарі Лайонс — інженерінг
- Джон Гарріс — керуючий обладнанням
- Девід Коста — артдиректор
- Рік Картін і Браян Палмер — окрема подяка
- Джон Рід — менеджмент

## Чарти
| Чарт (1975-1976)                                       | Позиція |
| ------------------------------------------------------ | ------- |
| Австралія Australian Albums (Kent Music Report)        | 1       |
| Австрія Austrian Albums (Ö3 Austria)                   | 9       |
| Канада Canada Top Albums/CDs (RPM)                     | 2       |
| Нідерланди Dutch Albums (MegaCharts)                   | 1       |
| Фінляндія Finnish Albums (The Official Finnish Charts) | 1       |
| Франція French Albums (SNEP)                           | 16      |
| Німеччина German Albums (Offizielle Top 100)           | 5       |
| Японія Japanese Albums (Oricon)                        | 9       |
| Нова Зеландія New Zealand Albums (Recorded Music NZ)   | 1       |
| Норвегія Norwegian Albums (VG-lista)                   | 4       |
| Швеція Swedish Albums (Sverigetopplistan)              | 10      |
| Велика Британія UK Albums (OCC)                        | 1       |
| США Billboard 200                                      | 4       |

| Чарт (2007)                        | Позиція |
| ---------------------------------- | ------- |
| Португалія Portuguese Albums (AFP) | 23      |

| Чарт (2011–12)                             | Позиція |
| ------------------------------------------ | ------- |
| Бельгія Belgian Albums (Ultratop Flanders) | 96      |
| Іспанія Spanish Albums (PROMUSICAE)        | 55      |

| Чарт (2018)                     | Позиція |
| ------------------------------- | ------- |
| Ірландія Irish Albums (IRMA)    | 86      |
| США Top Rock Albums (Billboard) | 41      |

| Чарт (2019)                                  | Позиція |
| -------------------------------------------- | ------- |
| Бельгія Belgian Albums (Ultratop Wallonia)   | 59      |
| Італія Italian Top 100 Albums                | 33      |
| Швейцарія Swiss Albums (Schweizer Hitparade) | 69      |

| Чарт (2005–07)                          | Позиція |
| --------------------------------------- | ------- |
| Франція French Catalog Chart            | 11      |
| Японія Japanese Albums Chart            | 67      |
| Португалія Portuguese Albums Chart      | 23      |
| Іспанія Spanish Albums Chart            | 77      |
| Чарт (2011)                             | Позиція |
| Бельгія Belgian Albums Chart (Flanders) | 96      |
| Бельгія Belgian Albums Chart (Wallonia) | 88      |
| Японія Japanese Albums Chart            | 73      |
| Велика Британія UK Albums Chart         | 96      |

| Чарт (1976)                       | Позиція |
| --------------------------------- | ------- |
| Австралія Australian Albums Chart | 4       |
| Канада Canadian Albums Chart      | 15      |
| Франція French Albums Chart       | 88      |
| Японія Japanese Albums Chart      | 22      |
| Велика Британія UK Albums Chart   | 12      |
| США US Billboard Year-End         | 8       |

## Сертифікації
| Регіон | Сертифікація  | Продажі    |
| --- | ------------- | ---------- |
| Австралія (ARIA) | Золотий       | 20 000^    |
| Аргентина (CAPIF) | Платиновий    | 60 000^    |
| Аргентина (CAPIF) Hollywood Records release | Платиновий    | 60 000^    |
| Австрія (IFPI Austria) | Золотий       | 25 000*    |
| Бельгія (BEA) | Золотий       | 25 000*    |
| Канада (Music Canada) | 3× Платиновий | 300 000^   |
| Данія (IFPI Denmark) original release | Платиновий    | 30,000     |
| Данія (IFPI Denmark) re-release | Платиновий    | 20 000     |
| Фінляндія (IFPI Finland) | Золотий       | 20,000     |
| Німеччина (BVMI) | Платиновий    | 500 000^   |
| Італія (FIMI) sales since 2009 | Платиновий    | 50 000     |
| Японія (RIAJ) | Платиновий    | 250 000^   |
| Нідерланди (NVPI) | 2× Платиновий | 200 000^   |
| Нова Зеландія (RIANZ) | 2× Платиновий | 30 000^    |
| Польща (ZPAV) 2008 Agora SA album reissue | 2× Платиновий | 40 000*    |
| Південна Африка (RISA) | Золотий       | 25 000*    |
| Іспанія (PROMUSICAE) | Золотий       | 50 000^    |
| Велика Британія (BPI) | Платиновий    | 300 000^   |
| США (RIAA) | 3× Платиновий | 3 000 000^ |
| *продажі, що базуються лише на сертифікаціях · ^відвантаження, що базуються лише на сертифікаціях · продажі+прослуховування, що базуються лише на сертифікаціях |               |            |